# 1-up

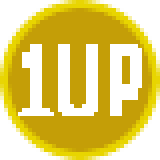
Un tipico "1-up" (esempio fittizio) presentato sotto forma di moneta da raccogliere

1-up (anche detto extra life, vita extra) è un termine comune nel mondo dei videogiochi e indica un oggetto che concede al giocatore una vita in più, ovvero la possibilità di giocare ancora, ad esempio se si è stati appena uccisi dai nemici o se è terminato il tempo a disposizione.
Gli 1-up si trovano tipicamente come power-up da raccogliere all'interno degli scenari nei videogiochi a piattaforme, sparatutto e negli altri giochi d'azione. A volte è possibile trovarne anche più di uno che fa guadagnare automaticamente molteplici vite.
La vita extra è spesso una icona a forma della testa del protagonista oppure rappresentato da altri simboli come una bambola, una moneta, un cuore o un frutto; a volte consiste semplicemente nella scritta "1-up".
In alcuni videogiochi arcade con modalità multiplayer (ad esempio in Teenage Mutant Ninja Turtles: Turtles in Time), il termine è utilizzato per differenziare i vari partecipanti (1UP, 2UP, 3UP e così via).
Il termine, nel senso di vita extra, è apparso per la prima volta in Super Mario Bros., dove il bonus è simboleggiato da un fungo verde.
Entro i primi anni '90 ci fu una sorta di standardizzazione, per cui sempre più sviluppatori preferirono l'uso esplicito della piccola scritta ad altri simboli non immediatamente riconoscibili.